# La Part de l'ombre (film, 2014)
 (juillet 2025).
Pour les articles homonymes, voir La Part de l'ombre.
Pour plus de détails, voir Fiche technique et Distribution.
La Part de l'ombre est un court-métrage belge coécrit et réalisé par Olivier Smolders et présenté en 2014.
Le film est nommé dans la catégorie Meilleur court-métrage à la 5e cérémonie des Magritte du cinéma (2015).

## Fiche technique
- Scénario : Thierry Horguelin, Olivier Smolders

## Distribution
- Marie Lecomte :
- Tatiana Nette :
- Pierre Lekeux :
- Benoît Peeters :
- Bouli Lanners :
- Moreau Marcel :
- Joseph Fallnhauser :
- Anaël Snoek :